# Typa Girl
"Typa Girl" là bài hát của nhóm nhạc nữ Hàn Quốc Blackpink, nằm trong album phòng thu thứ hai của nhóm, Born Pink, được phát hành vào ngày 16 tháng 9 năm 2022.

## Bối cảnh
Vào ngày 7 tháng 9 năm 2022, "Typa Girl" được tiết lộ là bài hát nằm vị trí thứ 3 trong 8 bài hát của album Born Pink, thông qua các nền tảng xã hội của nhóm.

## Sáng tác
"Typa Girl" là một bài hát mang phong cách hiphop, nằm trong tone G và có 132 nhịp/phút. Bài hát chủ yếu được sản xuất và viết bởi Bekuh Boom và được sản xuất bổ sung thêm bởi Dominsuk. Trong một cuộc phỏng vấn với Variety, Boom có chia sẽ rằng cô đã viết bản demo cho bài hát vào năm 2021 tại phòng thu của The Black Label và ban đầu cô nghĩ rằng "Lisa có thể sử dụng bài hát này cho đĩa đơn solo tiếp theo của cô ấy". Cô còn mô tả đây là một bài hát 'tiếp thêm sức mạnh cho phụ nữ'. The Korea Herald miêu tả bài hát như là một "hardcore hip hop", trong đó lời bài hát có nói đến "Làm thế nào một người phụ nữ quyền lực và giàu có có thể bắt giữ một người đàn ông và mê hoặc anh ta".

## Tranh cãi
Lời bài hát của "Typa Girl" đã tạo nên màn tranh cãi giữa các fan. Theo ý kiến của một bộ phận người nghe, thì họ cảm thấy lời bài hát giống như là một bài hát "pick me"; "pick me" ở đây có thể hiểu như "pick me girl", là cụm từ chỉ những người phụ nữ luôn muốn bản thân mình được nâng cao lên hoặc có những hành động như thể bản thân mình không giống với hầu hết những người phụ nữ khác, để giành được sự quan tâm từ nam giới. Lời bài hát lặp lại câu "I’m not like these other girls at all, I’m the typa girl that make you forget that you got a type", khiến người hâm mộ cân nhắc liệu lời bài hát có vấn đề hay không khi nó hạ thấp "các cô gái khác".

## Phiên bản cover
Ca sĩ-nhạc sĩ người Mĩ Tori Kelly đã cover bài hát theo phiên bản acoustic, đăng tải trên trang TikTok của cô.

## Đón nhận
"Typa Girl" ra mắt tại vị trí thứ 16 trên Billboard Global 200 và đạt vị trí thứ 13 trên Billboard Global Excl. U.S.. Tại Mĩ, bài hát đã không lọt vào  Billboard Hot 100 nhưng đã đạt vị trí thứ 14 trên bảng xếp hạng Billboard Bubbling Under Hot 100. Bài hát cũng lọt vào top 10 và 20 trong 10 bảng xếp hạng của Billboard.

## Bảng xếp hạng
| Bảng xếp hạng (2022)                  | Đạt vị trí xếp hạng cao nhất |
| ------------------------------------- | ---------------------------- |
| Úc (ARIA)                             | 57                           |
| Canada (Canadian Hot 100)             | 51                           |
| Pháp (SNEP)                           | 171                          |
| Global 200 (Billboard)                | 16                           |
| Hungary (Single Top 40)               | 34                           |
| Hong Kong (Billboard)                 | 9                            |
| Indonesia (Billboard)                 | 7                            |
| Malaysia (Billboard)                  | 13                           |
| New Zealand Hot Singles (RMNZ)        | 4                            |
| Philippines (Billboard)               | 3                            |
| Singapore (Billboard)                 | 4                            |
| Singapore (RIAS)                      | 12                           |
| South Korea (Billboard)               | 20                           |
| South Korea (Circle)                  | 93                           |
| Taiwan (Billboard)                    | 14                           |
| UK Singles (OCC)                      | 93                           |
| US Bubbling Under Hot 100 (Billboard) | 14                           |
| Vietnam (Vietnam Hot 100)             | 3                            |